# سلفادور لويس رييس
سلفادور لويس رييس (بالإسبانية: Salvador Reyes de la Peña)‏ (28 سبتمبر 1968 بغوادالاخارا في المكسيك - ) هو مدرب كرة قدم ولاعب كرة قدم مكسيكي في مركز الوسط. لعب مع نادي بويبلا ونادي جامعة غوادالاخارا ونادي غوادالاخارا ونادي سيلايا وAtlético Celaya ‏.